# Олександрівка (Близнюківська селищна громада)
Олекса́ндрівка — село в Україні, у Близнюківській селищній громаді Лозівського району Харківської області.

## Географія
Село Олександрівка розташоване за 182 км від обласного центру та 37 км від районного центру, в балці Опалиха, якою тече пересихаюча річка Опалиха, на якій створені загати, одна з яких утворює водосховище ~50 га. В селі розташовані два невеликих става та невеликий сосновий ліс. Відстань до найближчої залізничної станції Дубове (за 7 км).

## Історія
Село засноване 1820 року. За даними 1859 року Олександрівка була панським селом, у якому було 115 подвір'їв й 704 мешканця. До сучасної Олександрівки також увійшли села XIX століття: Микільське (панське село навпроти Олександрівки по праву сторону Опалихи; тоді налічувалося 12 подвір'їв, 136 мешканців), Степанівка (або Лисівка, панське село, також навпроти Олександрівки, 16 подвір'їв, 136 осіб), Мала Андріївка (південно-східна частина сучасною Олександрівки; панське село, 7 подвір'їв, 63 особи).
У жовтні 1941 року село Олександрівка було тимчасово окуповане німецько-фашистськими загарбниками. У лютому 1942 році радянські воїни з боями визволили Олександрівку, але у травні 1942 року вимушені були залишити село. У запеклих боях брали участь воїни 66-го і 125-го кавалерійських полків. Остаточно село було звільнене у вересні 1943 року. Радянські воїни — визволителі поховані у братській могилі в центрі села. Всього поховано 72 воїни, з них відомі прізвища 33-х.
12 червня 2020 року, відповідно до розпорядження Кабінету Міністрів України № 725-р «Про визначення адміністративних центрів та затвердження територій територіальних громад Харківської області», село увійшло до складу Близнюківської селищної громади.
17 липня 2020 року, в результаті адміністративно-територіальної реформи та ліквідації Близнюківського району, увійшло до складу Лозівського району Харківської області.

## Економіка
- Невеликий піщаний кар'єр.

## Зв'язок
- Відділення зв'язку № 10